# Associação Black Bulls
La Associação Black Bulls es un equipo de fútbol de Mozambique que juega en la Moçambola, la primera división nacional.

## Historia
Fue fundado en el año 2008 en la capital Maputo y en la temporada 2019 logra el ascenso a la Moçambola al ganar el grupo sur de la segunda división, con lo que jugaría la temporada 2020 en primera división.
La temporada 2020 fue cancelada por la pandemia de Covid-19 a cuatro semanas de su inicio, por lo que su debut en la primera división fue al año siguiente con una victoria por 2-1 ante el Clube Ferroviário de Nampula.
En esa temporada fue campeón nacional y consigue la clasificación a la Liga de Campeones de la CAF 2022-23, la que es su primera participación en un torneo internacional.

## Palmarés
- Moçambola (2): 2021, 2024

- Taça de Mozambique (1): 2023

## Participación en competiciones de la CAF
| Temporada | Torneo                       | Ronda        | Club               | Casa | Visita | Global |
| --------- | ---------------------------- | ------------ | ------------------ | ---- | ------ | ------ |
| 2022-23   | Liga de Campeones de la CAF  | Preliminar   | Atlético Petróleos | 0-3  | 1-2    | 1-5    |
| 2024-25   | Copa Confederación de la CAF | Disputándose | Alizé Fort         | 0-7  | 0-4    | 0-11   |
| 2024-25   | Copa Confederación de la CAF | Disputándose | AS Otoho           |      |        |        |

## Entrenadores
- Hélder Duarte (2015–diciembre de 2021)[7][8][9]
- Inácio Soares (diciembre de 2021–presente)[1]